# Synagoga w Jarosławiu (Mały Rynek 17)
Synagoga w Jarosławiu – synagoga znajdująca się w Jarosławiu przy ul. Mały Rynek, w kamienicy numer 17.
Synagoga została zbudowana pod koniec XIX wieku. Sala modlitw znajdowała się na piętrze w zaadaptowanej sali zebrań cechów miejskich. Podczas II wojny światowej hitlerowcy zdewastowali wnętrze sali modlitewnej. Obecnie w budynku synagogi mieści się Centrum Medyczne BiaMed. Do dzisiaj zachowały się charakterystyczne wysokie okna znajdujące się w podwórzu kamienicy.